# Liset Rodríguez Achata
Liset Rodríguez Achata (Cusco, 1978) es una química peruana, especialista en gestión ambiental y desarrollo sostenible. Sus investigaciones se han centrado en la sostenibilidad en proyectos sobre el uso de tecnologías no contaminantes y estudios relacionados con la calidad de agua, entre los que destaca la elaboración de plásticos ecológicos.

## Biografía
Liset Rodríguez Achata nació en 1978 en el barrio de San Blas, Cusco. Estudió Química en la Universidad Nacional de San Antonio Abad del Cusco (UNSAAC). En 2003, ingresa a la docencia en la Universidad Nacional Amazónica de Madre de Dios (UNAMAD), universidad en la que se dedica a la fecha, a la investigación ambiental y el desarrollo sostenible en la Amazonía.

## Carrera
Rodríguez es investigadora registrada en el Registro de Investigadores del Consejo Nacional de Ciencia, Tecnología e Innovación Tecnológica (CONCYTEC). Forma parte de la coordinación de la Colección Científica de Ictiofauna de la UNAMD y ha sido consultora del Ministerio de Energía y Minas, participando en el desarrollo del Balance Energético Regional.
En el ámbito institucional, fue responsable del Laboratorio Ambiental y Directora de la Oficina de Control de Calidad y Gestión de Laboratorios de la Universidad Nacional Amazónica de Madre de Dios. Actualmente, se desempeña como editora jefe de la Revista Biodiversidad Amazónica, publicada por la misma casa de estudios.   En el campo de la docencia, promueve la educación ambiental en la formación académica superior.

## Investigación
Dentro de su labor en los últimos años podemos mencionar:
- El 2022, colaboró con la Universidad Nacional de Ingeniería (UNI) en el diseño de un sistema de tecnología limpia y de alta eficiencia para la extracción de oro y remediación de pasivos ambientales sin uso de mercurio,[2] y con la Universidad de Ingeniería y Tecnología (UTEC) en el escalamiento de tecnologías de procesamiento de residuos de la minería aurífera artesanal para un cierre de minas sostenible.[2] Asimismo, ese año publicó en la Revista Biodiversidad Amazónica de la Universidad Amazónica de Madre de Dios (UNAMAD) un artículo sobre el estudio de "La producción científica de la UNAMAD a disposición de la comunidad académica y científica" y otro sobre la "Evaluación ambiental de la calidad del agua en pozas formadas por trabajos de extracción de minería no metálica, Madre de Dios".[8]
- En el 2021, asesoró un proyecto centrado en la evaluación de la calidad del agua superficial en zonas urbanas de la Amazonía peruana.[9]
- En el 2019, colaboró con INKATERRA en el aislamiento, barcoding y tecnología de producción de hongos amazónicos silvestres para su introducción al mercado gastronómico en Tambopata.[10]
- En 2018, colaboró con la Pontificia Universidad Católica del Perú (PUCP) en la producción de grafeno a partir de desechos forestales amazónicos,[11][12] [13] y en el 2019, en la producción de plásticos ecológicos a partir de biopolímeros de desechos agroforestales.[3]
- El 2018, formó parte del equipo que presentó el proyecto "Sistemas de recuperación de áreas degradadas por la minería aurífera aluvial con especies vegetales locales, con potencial económico y ecosistémico en Madre De Dios" financiado por IIAP-MINAN.[14]
- En el 2016, colaboró con la Universidad José Carlos Mariategui en la generación de energía renovable a partir de los subproductos del faenado de bovinos y porcinos mediante un biodigestor piloto.[15]

## Premios y reconocimientos
- El 8 de marzo de 2023, fue reconocida en el conversatorio “Retos, oportunidades y perspectivas de las Mujeres de Ciencia” por sus contribuciones en la investigación ambiental en la Amazonía.[16]
- El 12 de diciembre de 2022, fue una de las investigadoras reconocidas en la Quinta Edición del Premio Nacional de Cultura del Agua "H2O Investigaciones del 2021", otorgado por la Autoridad Nacional del Agua (ANA) mediante la Resolución Jefatural N° 0403-2022-ANA.[17]